# Symphitoneuria dammermanni
Symphitoneuria dammermanni är en nattsländeart som beskrevs av Georg Ulmer 1951. Symphitoneuria dammermanni ingår i släktet Symphitoneuria och familjen långhornssländor. Inga underarter finns listade i Catalogue of Life.